# Palpita spurcalis
Palpita spurcalis là một loài bướm đêm trong họ Crambidae.